# Caradrina levantina
Caradrina levantina is een vlinder uit de familie uilen (Noctuidae). De wetenschappelijke naam is voor het eerst geldig gepubliceerd in 2004 door Hacker.
De soort komt voor in Europa.